# Журова, Светлана Сергеевна
Светла́на Серге́евна Жу́рова (род. 7 января 1972, Павлово, Ленинградская область) — советская и российская конькобежка, заслуженный мастер спорта России (1996), депутат Государственной думы Федерального Собрания Российской Федерации VI (с 13 марта 2013 года), VII (с 18 сентября 2016 года) и VIII созывов, член Совета Федерации Федерального Собрания Российской Федерации — представитель в Совете Федерации от Правительства Кировской области (2012—2013), член Высшего совета партии «Единая Россия» с 26 мая 2012 года по 6 февраля 2016.
Пятикратная чемпионка России по спринтерскому многоборью (1997, 2000, 2002, 2004, 2005). Чемпионка мира по спринтерскому многоборью (2006) и на дистанции 500 метров (1996). Олимпийская чемпионка 2006 года на дистанции 500 метров. Член спортивного общества «Динамо».
Из-за аннексии Крыма и вторжения России на Украину, находится под международными санкциями Евросоюза, США, Великобритании и ряда других стран.

## Биография
Родилась 7 января 1972 года в поселке Павлово-на-Неве Ленинградской области. В 1979 году поступила в школу в Кировске. Там же она занималась художественной гимнастикой, затем — бегом на коньках.
В 1986 году продолжила обучение в Ленинградском училище олимпийского резерва № 2, где занималась конькобежным спортом.
С января 1988 по декабрь 2006 года входила в состав сборной команды СССР и России по скоростному бегу на коньках. Была комсоргом и капитаном команды.
В 1988 году начала работать инструктором по спорту в Госкомспорте СССР.
В 1995 году работала в должности младшего инспектора отдела режима и охраны в следственном изоляторе № 4 (СИЗО 47/4 «Лебедевка») Главного управления Федеральной службы исполнения наказаний по Санкт-Петербургу и Ленинградской области. Впоследствии переведена в Управление по конвоированию.
В марте 2006 года, после победы на Туринской Олимпиаде, Светлане Журовой было присвоено звание подполковника внутренней службы, также Светлана была награждена медалью Минюста России «За службу» III степени.

### Спортивная карьера
В 1984 году одержала победу на первенстве Ленинграда среди девочек младшего возраста.
В 1991 году на чемпионате СССР она выиграла в забеге на дистанцию 500 метров. Участвуя в первом чемпионате мира по спринтерскому многоборью в 1991 году, заняла 12-е место на дистанции 500 метров, а по сумме многоборья была 19-й.
На Олимпийских играх 1994 года в Лиллехаммере заняла 7-е место на дистанции 500 м и 24-е место на дистанции 1000 м.
В сезоне 1994/1995 первой из российских конькобежек заняла третье место в общем зачёте Кубка мира.
В сезоне 1995/1996 завоевала золото на первом чемпионате мира по конькобежному спорту на отдельных дистанциях в норвежском Хамаре на дистанции 500 метров, а также золото на спринтерском чемпионате мира на дистанции 500 метров. Победив на 10 этапах Кубка мира, стала обладателем Кубка мира на дистанции 500 метров. Было присвоено звание заслуженного мастера спорта России.
В сезоне 1996/1997 завоевала серебро на спринтерском чемпионате мира на дистанции 500 м.
В сезоне 1997/1998 на чемпионате мира на отдельных дистанциях в Калгари 27 марта 1998 завоевала серебряную медаль на дистанции 500 метров, уступив победу лишь олимпийской чемпионке, рекордсменке мира канадке Катрионе Лемэй-Доан,
завоевала серебро чемпионата мира на отдельных дистанциях в Калгари на 500 м. На Зимних Олимпийских играх в Нагано в феврале 1998 года заняла 9-е место на 500 м и 12-е место на 1000 м.
В сезон 1998/1999 завоевала серебряную медаль на спринтерском чемпионате мира на дистанции 500 м. Серебро на чемпионате мира по отдельным дистанциям 500 м в Херенвене. Победительница и призёр этапов Кубка мира. В 1999 году окончила с отличием академию физической культуры с присуждением квалификации «Магистр физической культуры, педагог высшей школы».
В сезоне 1999/2000 на спринтерском чемпионате мира на дистанции 500 м выиграла серебро и бронзу. Серебро на чемпионате мира по отдельным дистанциям на 500 м в Нагано. Призёр этапов Кубка мира и в общем зачете.
На чемпионате мира по отдельным дистанциям 500 м в Солт-Лейк-Сити в сезоне 2000/2001 Журова завоевала бронзу.
На Зимних Олимпийских играх 2002 в Солт-Лейк-Сити: 500 м — 6—7-е место и 11-е место на 1000 м. Серебро 2002 года на спринтерском чемпионате мира на дистанции 500 метров.

#### Возвращение
После неудачи на Зимних Олимпийских играх 2002 года в Солт-Лейк-Сити собиралась завершить свою спортивную карьеру. После рождения сына в ноябре 2003 года она вновь приступила к лёгким тренировкам, осенью 2004 года встала на коньки, а в декабре стала участвовать в соревнованиях.
В начале 2005 года на чемпионате мира в немецком Инцелле на 500-метровке она стала 14-й, а на дистанции вдвое длиннее — 18-й. В конце декабря 2005 года выиграла этап Кубка мира на 500 и 1000 метров. В январе 2006 года взяла золото на чемпионате мира по спринтерскому многоборью в голландском Херенвене.
В феврале 2006 года на зимней Олимпиаде в Турине завоевала золотую медаль в конькобежном спорте на дистанции 500 метров. Показала первый результат на дистанции 500 метров — 76,57 секунды по сумме двух попыток. На дистанции 1000 метров заняла 6-е место.
В том же году она стала чемпионкой мира по спринтерскому многоборью в Херенвене (золото и бронза на дистанции 500 метров, золото и бронза на дистанции 1000 метров.
Многократная чемпионка и призёр чемпионатов России на дистанциях 500 метров, 1000 метров и в спринтерском многоборье (5 раз).

### Политическая карьера

#### Законодательное собрание
11 марта 2007 года получила мандат депутата Законодательного собрания Ленинградской области от партии «Единая Россия».
С февраля 2006 года занимала должность спортивного директора заявочного комитета «Сочи-2014», отвечая за представление Олимпийской деревни членам оценочной комиссии Международного олимпийского комитета.
В Заксобрании Ленобласти возглавила постоянную комиссию по культуре, спорту, физической культуре и молодёжной политике.

#### Государственная Дума V созыва
В декабре 2007 года Журова была избрана в Государственную Думу Российской Федерации V созыва в составе федерального списка кандидатов, выдвинутого партией «Единая Россия». В этой связи она сложила с себя полномочия депутата Законодательного собрания Ленинградской области.
В Государственной Думе от фракции «Единой России» она получила пост заместителя председателя Государственной Думы Бориса Грызлова. Также вошла в комитет по вопросам семьи, женщин и детей; курировала комитет по образованию, комитет по культуре, комитет по физической культуре и спорту и комитет по делам молодежи.
В партии «Единая Россия» была назначена заместителем секретаря Президиума Генерального совета партии.

#### Совет Федерации
16 марта 2012 года была назначена представителем в Совете Федерации Федерального Собрания Российской Федерации от Правительства Кировской области.
С конца марта 2012 года в качестве спортивного обозревателя стала вести передачу «Спортивный канал» на радиостанции «Эхо Москвы».
26 мая 2012 года стала членом Высшего совета партии, который был избран на съезде «Единой России».

#### Государственная Дума VI созыва
В начале марта 2013 года было объявлено, что Светлана Журова получит мандат депутата Государственной Думы Российской Федерации VI созыва, освободившийся после ухода из парламента Рамазана Абдулатипова, назначенного врио главы Дагестана. Переход Журовой из верхней палаты парламента в нижнюю состоялся по решению генсовета партии «Единая Россия».
13 марта глава ЦИК Владимир Чуров официально вручил Журовой удостоверение депутата. А 27 марта 2013 года сложила полномочия члена Совета Федерации.
В Госдуме состояла во фракции «Единая Россия» и стала членом комитета по делам национальностей. 21 июня 2013 года была переведена в комитет по международным делам, в котором была назначена первым заместителем председателя.

#### Государственная Дума VII созыва
18 сентября 2016 года прошли выборы в Государственную Думу VII созыва. Светлана Журова была избрана в составе федерального списка кандидатов, выдвинутого Всероссийской политической партией «Единая Россия». Представляет региональную группу N18 (Ленинградская область, Республика Карелия, Мурманская область). В ГД занимает должность первого заместителя председателя комитета по международным делам.
19 июля 2018 года проголосовала за повышение пенсионного возраста. В ответ на вопрос корреспондента «Спорт день за днем» почему она проголосовала за, Журова ответила, что её 65-летние знакомые умоляют её о повышении пенсионного возраста до 70 лет.
На съезде «Единой России» в июне 2021 года было объявлено о выдвижении Журовой на парламентских выборах по одномандатному округу в Ленинградской области.

#### Государственная Дума VIII созыва
19 сентября 2021 года избрана депутатом Государственной Думы РФ VIII созыва от «Единой России» по Всеволжскому одномандатному избирательному округу № 111 (Ленинградская обл.). С 12 октября 2021 года занимает должность первого заместителя председателя комитета Государственной Думы по международным делам Леонида Слуцкого.

## Законотворческая деятельность
С 2007 по 2019 год в течение исполнения полномочий депутата Государственной Думы V, VI и VII созывов, выступила соавтором 75 законодательных инициатив и поправок к проектам федеральных законов.

## Общественная деятельность
С 2014 по 2016 годы была вице-президентом Союза конькобежцев России, затем стала «послом ГТО». Первый вице-президент Федерации спорта слепых, почётный президент Ассоциации гольфа России, член наблюдательного совета Всероссийской федерации парусного спорта, сопредседатель Наблюдательного совета Ассоциации индустрии детских товаров, член попечительного совета Общероссийской физкультурно-спортивной общественной организации «Российская ассоциация спортивных сооружений».
Выступала в поддержку Fan ID, в дальнейшем отказывалась комментировать эту тему из-за кибербуллинга.
18 марта 2022 года выступила в «Лужниках» на митинге-концерте в честь годовщины аннексии Крыма Россией под названием «Za мир без нацизма! Zа Россию! Zа Президентa».

## Международные санкции
Включена Европейским Союзом в санкционный «Чёрный список ЕС» 12 сентября 2014 года как первый заместитель председателя комитета Государственной Думы по международным делам, проголосовавшая 20 марта 2014 года за проект федерального конституционного закона «О принятии Республики Крым в состав Российской Федерации и образовании в составе Российской Федерации новых субъектов федерации — Республики Крым и города федерального значения Севастополя». 19 декабря 2014 года включена в санкционный список Канады за поддержку аннексии Крыма.
В октябре 2018 года объявлена персоной нон грата в Азербайджане «за грубое нарушение законодательства республики — незаконное посещение оккупированных территорий Азербайджана» — посещение ею непризнанной Нагорно-Карабахской Республики.
24 февраля 2022 года, на фоне вторжения России на Украину, включена в санкционный список Канады «соратников режима» «за признание независимости так называемых республик в Донецке и Луганске».
15 марта 2022 года повторно была включена в санкционный список стран Евросоюза за поддержку аннексии оккупированных территорий Украины.
7 сентября 2022 года попала в санкционный список Украины за «поддержку незаконным попыткам России аннексировать суверенную украинскую территорию путем проведения фиктивных референдумов».
30 сентября 2022 года Журова попала в санкционный список США в ответ на «фиктивные референдумы» и «аннексию территорий Украины российскими оккупационными силами». Государственный департамент отмечает что депутаты единогласно приняли закон о фейках, а некоторые депутаты сыграли ключевую роль в распространении российской дезинформации о войне.
По аналогичным основаниям, из-за поддержки российской агрессии и нарушения территориальной целостности Украины во время российско-украинской войны, находится под персональными международными санкциями Великобритании, Швейцарии, Новой Зеландии, Австралии и Японии

## Семья
Весной 2000 года, вернувшись по окончании очередного зимнего сезона в Санкт-Петербург, начала встречаться с теннисистом Артёмом Черненко. Они познакомились несколькими годами ранее, когда занимались у одного тренера по общефизической подготовке. Летом 2001 года они поженились. Их брак длился до 2013 года. Сыновья — Ярослав (род. 20 ноября 2003 года) и Иван (род. 17 апреля 2009 года).

## Награды
- орден Почёта (2010)[38];
- орден Дружбы (2023)[39][40][41];
- медаль «За службу» III степени (Минюст России, 2006)[42];
- почётный знак «За заслуги в развитии парламентаризма» (Государственная Дума РФ, 2023) — за особый вклад в развитие законодательства и парламентаризма в Российской Федерации, укрепление демократии и конституционного строя, обеспечение прав и свобод граждан России[43];
- благодарность Президента Российской Федерации (2007) — за активное участие в работе по обеспечению победы заявки города Сочи на право проведения XXII зимних Олимпийских и XI Паралимпийских игр в 2014 году[44];
- благодарность Президента Российской Федерации (2008) — за активное участие в избирательной кампании по выборам Президента Российской Федерации[44].